# Un chef-d'œuvre
Un chef-d’œuvre est une nouvelle d’Anton Tchekhov, publiée en 1886.

## Historique
Un chef-d’œuvre est initialement publié dans la revue russe Le Journal de Pétersbourg, numéro 5, du 6 janvier 1886, signée A.Tchékhonté. Aussi traduit en français sous le titre Œuvre d'art.

## Résumé
Sur la surface gelée de la rivière Bystrianka, Serguéï, la trentaine, et Matvéï, un vieillard, préparent la cérémonie de la bénédiction de l’eau.
Serguéï est la seule personne des environs à savoir tailler dans la glace, l’autel, la croix, le lutrin, la colombe. On vient de loin pour la cérémonie. C’est aussi pour lui l’unique occasion de l’année de commander à Matvéï, d’être une personne importante dans le village ; il peut se servir gratuitement chez les commerçants pour le décor, on l’appelle Monsieur, lui le fainéant. En somme, l’ivrogne est transfiguré le temps de la cérémonie : « Il est quelque chose de supérieur, le serviteur de Dieu. »
Le jour de l’Épiphanie, un murmure d’admiration et d’enthousiasme parcourt l’assemblée, et tous les yeux se fixent sur lui : « Un sentiment de gloire et de triomphe envahit l’âme du fainéant. »

## Édition française
- Un chef-d’œuvre, traduit par Madeleine Durand et Édouard Parayre, révision de Lily Dennis, éditions Gallimard, Bibliothèque de la Pléiade, 1967  (ISBN 978 2 07 0105 49 6).